# Rafael Valek
Rafael Valek Moure (Bogotá,; 18 de diciembre de 1932 - San Juan de Pasto, Nariño, Colombia; 17 de junio de 2013); fue un futbolista colombo-checo que se desempeñó como delantero, que jugó en Independiente Santa Fe, Millonarios, el Club Universidad Nacional de Colombia, y el Cúcuta Deportivo en su natal Colombia, y que además pasó por el Genoa Cricket & Football Club de Italia, por el Club Deportivo Oro de Jalisco, el Club Celaya, el Club Deportivo Irapuato de México; y fue el primer futbolista colombiano en jugar en el fútbol de Europa.

## Trayectoria

### Inicios en Independiente Santa Fe
Nacido en Bogotá, capital de Colombia; pero de padre oriundo de la República Checa y de madre de Francia, Rafael Valek empezó a jugar al fútbol desde pequeño en el Club Independiente Santa Fe. Debutó como profesional en 1948, a la edad de 16 años, e hizo parte de la nómina del equipo cardenal que consiguió el primer título de la historia del Fútbol Profesional Colombiano.

### Milonarios
En el año 1949, pasó a jugar a Millonarios, también de Bogotá; y compartió con grandes jugadores de talla mundial como Alfredo Di Stéfano, Adolfo Pedernera, Néstor Raúl Rossi, y Julio Cozzi entre otros, y fue campeón del Fútbol Profesional Colombiano en aquel año. Rafael vistió la camiseta del equipo embajador hasta finales de 1950.

### Club Universidad Nacional de Colombia
Luego de su exitosa etapa con Millonarios, se fue a jugar al Club Universidad Nacional de Colombia, otro equipo de Bogotá, con el que jugó por el primer semestre del año 1951. 

### Genoa de Italia
Para 1953, Valek dejó a su natal Colombia y se fue a jugar al Genoa CFC de Italia que por ese entonces jugaba en la Serie B. Con el equipo genovés, logró el ascenso ya que su equipo se coronó campeón. Su etapa en el fútbol de Italia, fue hasta 1955, cuando se fue a jugar al CD Oro de Jalisco de México. 

### Oro de Jalisco, Celaya e Irapuato
Tras una buena y exitosa etapa en Italia consiguiendo un título con el Genoa, el bogotano se fue al CD Oro de Jalisco de México en 1955. Después de jugar por un año (jugó hasta el primer trimestre de 1956) en el equipo de los "Mulos", donde tuvo buenos partidos, se fue a jugar al Club Celaya con el que jugó una parte del año 1956, ya que luego se iría al CD Irapuato con el que terminaría el año (1956), y jugaría hasta finales de 1957. 

### Cúcuta Deportivo
En 1958, tras jugar varios años en el exterior; Valek regresa a Colombia, y juega para el Cúcuta Deportivo. En el equipo del departamento de Norte de Santander; se retiró del fútbol profesional a finales de 1958, tras 10 años de carrera.

## Vida personal
Luego de retirarse del fútbol, se fue a vivir a la ciudad de San Juan de Pasto, capital del departamento de Nariño al sur de Colombia. Allí montó un restaurante y retomó el trabajo de escritor con su revista "Élite". También, fue director técnico de algunos equipos de barrio de la capital nariñense. En Pasto, se quedó hasta el día de su muerte el 17 de junio de 2013 a los 81 años de edad.

## Datos
Su padre Jan Válek era de la República Checa y su madre María Cristina Moure era de Colombia. 
Rafael Valek fue hermano del capitán colombiano Vladimir Valek Moure, que murió durante la Guerra de Corea el 22 de mayo de 1951. 
Al igual que todos sus hermanos, Valek reclamó la nacionalidad checa. 
Rafael se casó 3 veces, y tuvo 9 hijos de los cuales 6 viven en México, 2 viven en Uruguay y 1 en San Juan de Pasto. 
Por razones desconocidas y un incidente supuestamente los celos de su esposa en México y algunos comentarios políticos que hizo, fue deportado de México y suspendido de por vida. Nunca fue capaz de volver y ver a sus hijos, que era la caída de su carrera profesional.
Se casó por segunda vez, en situaciones complejas. Tras una discusión con su segunda esposa, en venganza, ella lo había deportado de nuevo desde Uruguay, sin posibilidad de ver a sus dos hijos nunca más. Crecieron distanciados y separados. Se perdió a sus hijos para el último momento de su vida y sólo conciliarse con dos de ellos de México.

## Clubes
| Club             | País     | Año         |
| ---------------- | -------- | ----------- |
| Santa Fe         | Colombia | 1948        |
| Millonarios      | Colombia | 1948 - 1950 |
| Universidad      | Colombia | 1951        |
| Millonarios      | Colombia | 1952        |
| Genoa            | Italia   | 1953 - 1954 |
| Millonarios      | Colombia | 1954 - 1955 |
| CD Jalisco       | México   | 1955 - 1956 |
| Club Celaya      | México   | 1956        |
| CD Irapuato      | México   | 1957        |
| Cúcuta Deportivo | Colombia | 1958        |

## Palmarés

### Campeonatos nacionales
| Título                | Club        | País     | Año       |
| --------------------- | ----------- | -------- | --------- |
| Campeonato Colombiano | Millonarios | Colombia | 1949      |
| Serie B               | Genoa       | Italia   | 1952/1953 |